# Ольджинате
Ольджинате (итал. Olginate) — коммуна в Италии, располагается в регионе Ломбардия, подчиняется административному центру Лекко.
Население составляет 6926 человек (на 2004 г.), плотность населения составляет 956 чел./км². Занимает площадь 7 км². Почтовый индекс — 23854. Телефонный код — 0341.
Покровительницей коммуны почитается святая Агнесса Римская. Праздник ежегодно празднуется 21 февраля.